# Tramlink (type)

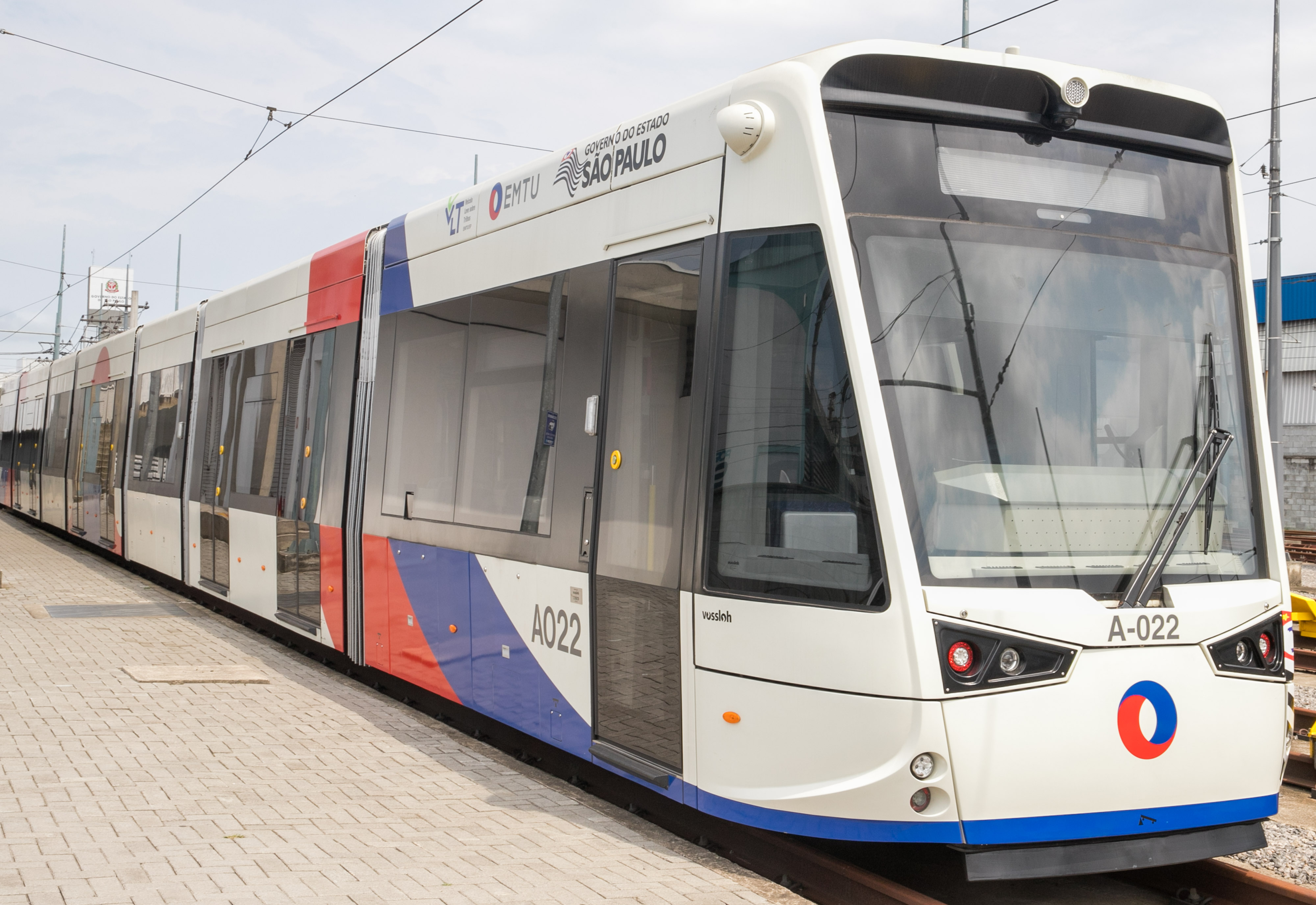
Een tramlink in een buitenwijk van São Paulo.

De Tramlink is een modulair tram-concept van het Spaanse deel van Vossloh (origineel Material y Construcciones S.A. kortweg MACOSA). Het kwam in 2016 in handen van Stadler toen dat het voormalige MACOSA van Vossloh overnam. Het grootste aantal –22 stuks– rijdt in het Braziliaanse São Vicente, maar de tram van Milaan heeft er 44 besteld die vanaf 2022 in aflevering zijn.

## Kenmerken
De Tramlink is verkrijgbaar in versies met een grotendeels lagevloer. In tegenstelling tot veel andere lagevloertrams hebben sommige versies van de Tramlink wel draaistellen. Het voordeel hiervan is onder meer meer comfort voor de passagiers en minder slijtage aan de rails.
Er zijn varianten bestelbaar voor een spoorwijdte van  1000 mm (meterspoor) en 1435 mm (normaalspoor). Ook is de Tramlink verkrijgbaar in verschillende configuraties, lengtes en breedtes. Zodoende kunnen Tramlink versies behoorlijk van elkaar verschillen.